# Кабарівці
Каба́рівці —  село в Україні, у Зборівській міській громаді Тернопільського району Тернопільської області. Розташоване на річці Стрипа, на заході району. До 2016 - адміністративний центр сільради, якій було підпорядковане село Метенів. 
Населення — 467 осіб (2001).
Є озеро Воронка, що утворене після вибуху складу боєприпасів під час I світової війни, став (16 га)

## Історія
Перша писемна згадка — 1598.
1806–1849 працювала фабрика воскових свічок. Діяли товариства «Просвіта», «Січ», «Луг», «Сільський господар», «Рідна школа».
Під час німецько-радянської війни більшість будівель у Кабарівці спалено.
12 червня 2020 року, відповідно до розпорядження Кабінету Міністрів України № 724-р «Про визначення адміністративних центрів та затвердження територій територіальних громад Тернопільської області» увійшло до складу Зборівської міської громади.
19 липня 2020 року, в результаті адміністративно-територіальної реформи та ліквідації Зборівського району, село увійшло до складу Тернопільського району.

## Пам'ятки
Є церква святої Параскеви П'ятниці (1836; мурована), «фіґури» Матері Божої, на пам'ять про утопленого сина єврейки А. Терещук, на кошти якої збудована церква, та святого Яна (1898).

## Пам'ятники
Споруджено пам'ятник загиблим у німецько-радянській війні воїнам-односельцям (1965), встановлено хрест на честь скасування паншини, насипано символічну могилу полеглим за волю України (1991).

## Соціальна сфера
Працюють загальноосвітня школа І-ІІ ступенів, клуб, бібліотека, ФАП.

## Відомі люди
- Лукаш Баранецький — львівський латинський архиєпископ, народився в селі.[5]
- Маланчук Любомир Михайлович — український громадський діяч, господарник, кандидат економічних наук, голова Тернопільської обласної ради.

## Галерея

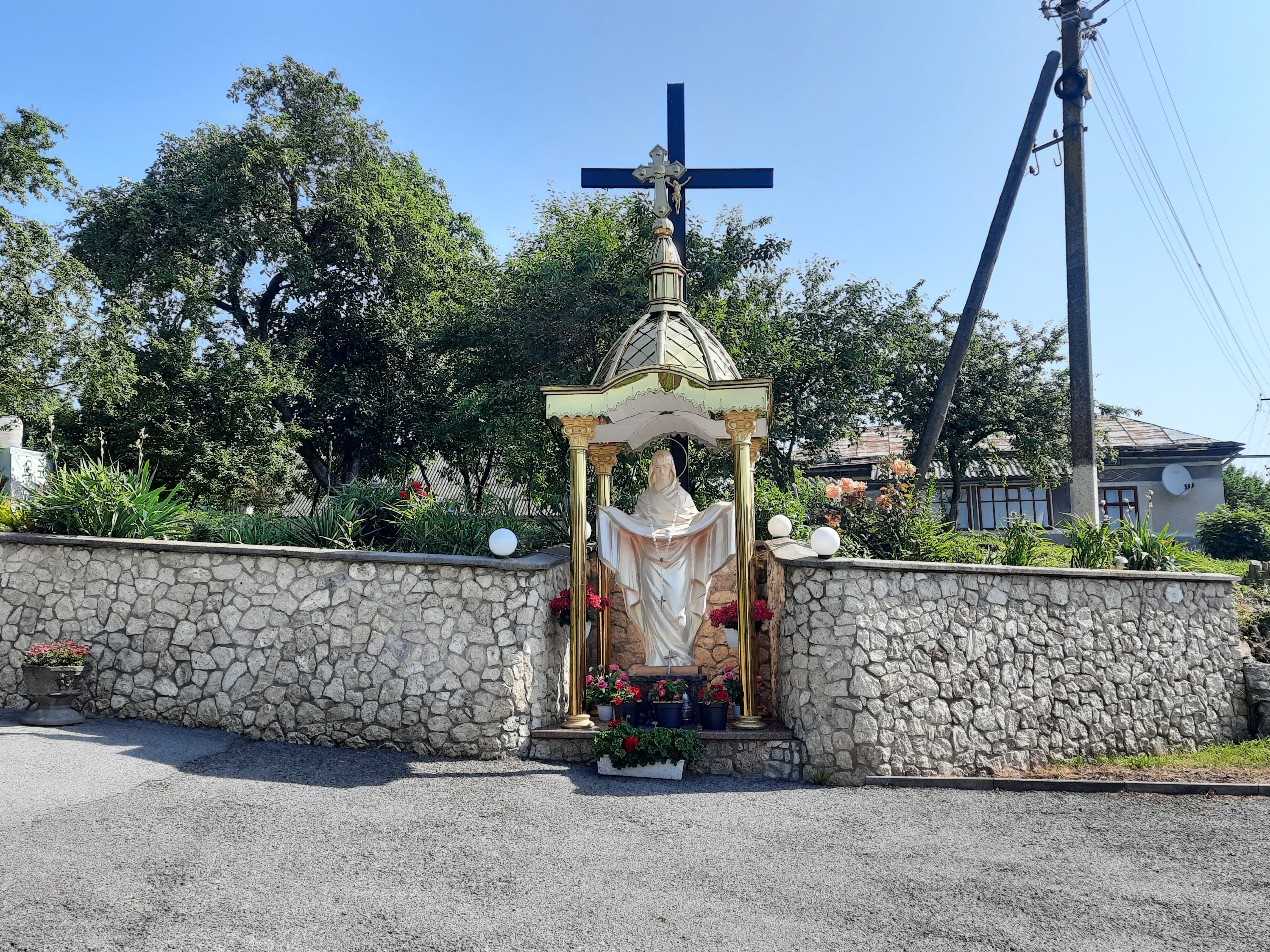
Статуя Божої Матері
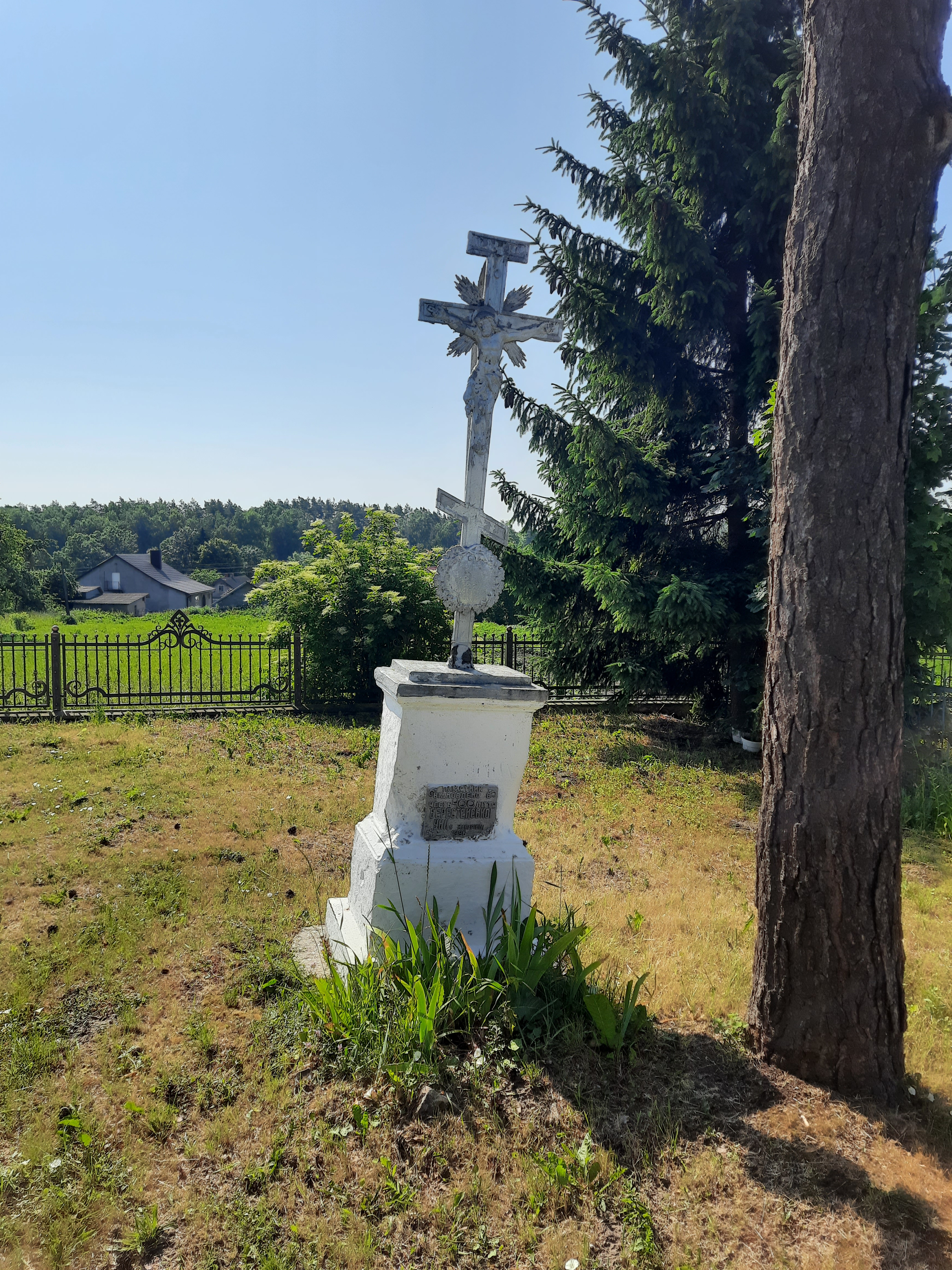
Пам'ятний хрест з нагоди 400-ліття Берестейської унії
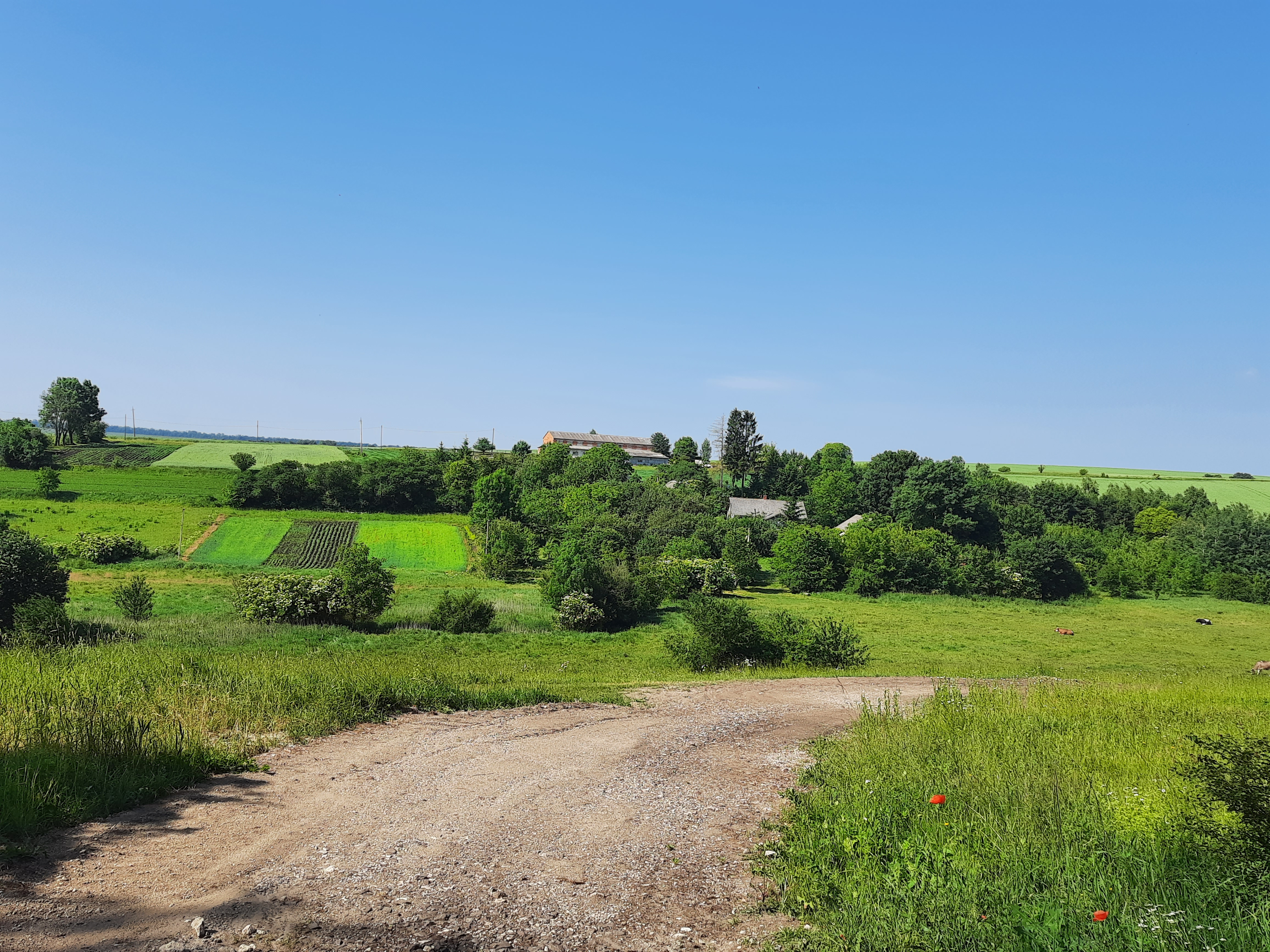
Сільський краєвид